# Stary Jaworów
Ne doit pas être confondu avec Stary Jawor.
Stary Jaworów est une localité polonaise de la gmina de Jaworzyna Śląska, située dans le powiat de Świdnica en voïvodie de Basse-Silésie.

## Histoire
De 1742 à 1945, Alt Jauernick fait partie de l'arrondissement de Schweidnitz dans le district de Breslau au sein de la province de Silésie.